# Podmiot prawa
Podmiot prawa (podmiot prawny) – oznacza każdą osobę fizyczną lub osobę prawną utworzoną – i uznawaną za taką – na mocy prawa krajowego, unijnego lub międzynarodowego, która ma osobowość prawną oraz zdolność do czynności prawnych.
W polskim systemie prawnym ten, kto może mieć uprawnienia (prawa) lub obowiązki, a więc ma zdolność prawną. Podmiotowość prawną nadaje prawo. Każdy człowiek jest podmiotem prawa od chwili urodzenia aż do śmierci.
Podmiotem prawa jest: osoba fizyczna, osoba prawna oraz jednostka organizacyjna nieposiadająca osobowości prawnej, jeżeli posiada zdolność prawną.